# Gewog di Kikhorthang
Il gewog di Kikhorthang è uno dei dodici raggruppamenti di villaggi del distretto di Tsirang, nella regione Centrale, in Bhutan.